# Vamos, vamos, Argentina

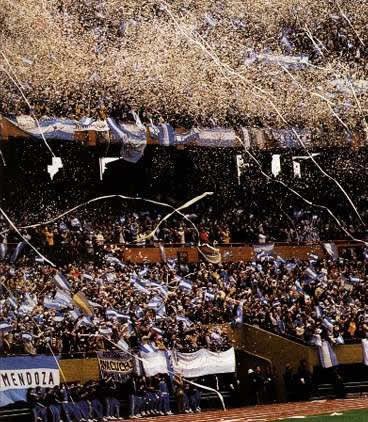
La hinchada de Argentina en el estadio Monumental durante la final de la Copa Mundial de Fútbol de 1978.

Vamos, vamos, Argentina es un cántico popular en Argentina utilizado por la gente en eventos deportivos. Se escucha mayormente en fútbol para alentar, tradicionalmente, a la selección que representa al país en ese deporte, aunque también se extiende a los combinados nacionales que representan a la Argentina en otros deportes, como el vóleibol y básquet. También se emplea a la hora de celebrar.

## Origen

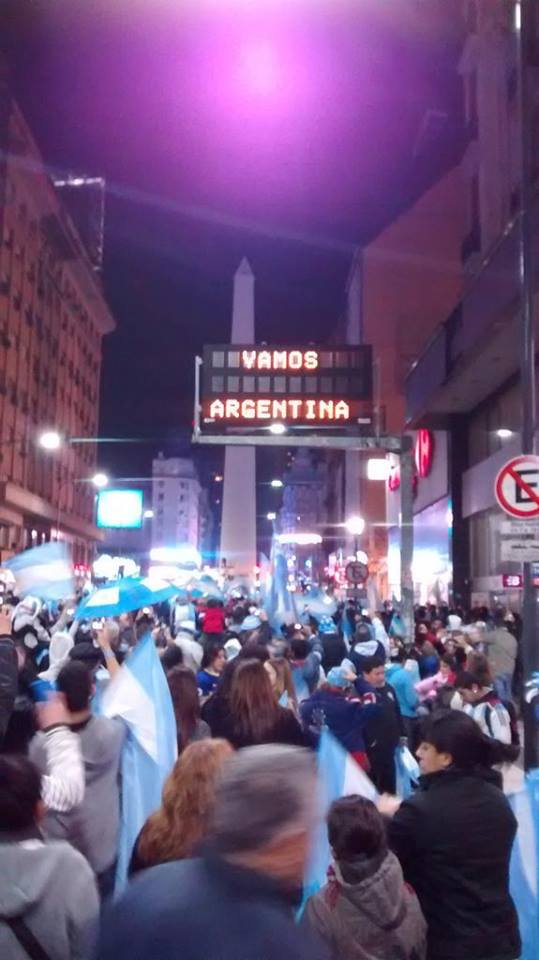
Hinchas alentando con el cántico popular en Buenos Aires

Según la portada del disco de la Copa Mundial de Fútbol de 1978 disputado en Argentina, la letra y música fue compuesta originalmente por Néstor Rama (alias Nemara) y Rimasi. Sin embargo, ninguno de los dos intervinieron en la composición de ninguna, mientras que Nemara intervino en las grabaciones.
La música original fue compuesta for  Fernando Sustaita ("Dick" del dúo "Bárbara y Dick") y Ernesto Olivera para la canción "Contagiate mi alegría" (1974) que fuera usada como jingle en la propaganda oficial de "Argentina Potencia".

## Canción
Estribillo:
Vamos, vamos, Argentina,
vamos, vamos a ganar,
que esta banda quilombera
no te deja, no te deja de alentar.

Bis
El equipo está en la cancha,
el partido ya empezó,
el estadio se estremece
cada vez que la Argentina hace un gol.

Repite el estribillo.
Vamos, vamos, Argentina,
dale con el corazón,
del Mundial '78
vas a ser, vas a ser el gran campeón.

## Datos
El adjetivo quilombera es un vulgarismo en el lunfardo, proveniente de "quilombo", sinónimo de "prostíbulo". Por extensión, significa que causa lío, caos, desorden y es en este sentido que sugiere que los hinchas alientan al equipo haciendo mucho ruido. La versión oficial fue grabada reemplazando esta palabra por "bullanguera", cuyo significado es el mismo: hacer ruido, bulla.
Este cántico es común a todos los seguidores del fútbol sin importar a qué club pertenezcan. Tuvo su primera aparición durante la Copa Mundial de Fútbol de 1978, jugada en la Argentina. Su uso se ha extendido a las selecciones argentinas de otros deportes, como hockey sobre césped, básquet y vóleibol. No así es el caso del rugby, en que se utiliza "Yo te daré / te daré una cosa...".
Otra canción popular para alentar a la Selección de Fútbol es la que concluye con la frase "Es un sentimiento/no puedo parar...".
Con respecto a la disputa por la autoría, presentada desde que la popular canción cobró vida en los estadios, se pueden verificar los verdaderos autores de la obra interrogando a quienes estuvieron presentes en el momento de grabar la misma en el año 1978 para la compañía Philips. El coro fue interpretado por personal de la compañía y la voz líder pertenece a Néstor Rama, así como la de las otras canciones del long play, en el cual participaron los goles relatados por Yiyo Arangio y cuentos contados por Luis Landriscina. Néstor Rama además es autor, junto con Julio Fontana, de otras canciones del mismo long play.
Otras canciones del mismo disco:
- Argentina, te queremos ver campeón (Néstor Rama-Julio Fontana),
- El equipo del mundial,
- Vamos, vamos, Argentina (Enrique Núñez-Roque Mellace),
- Los chicos del mundial,
- Argentina, te llevo dentro de mí,
- La copa tiene dueño,
- Sinceramente (también conocida como Sí, sí, señores),
- Marcha oficial del mundial '78,
- La copa es de Argentina (N. Rama-J. Fontana),
- El hit de Viva el mundial.

### Proceso por la justicia civil

#### El fallo a favor de Núñez-Mellace
En el año 2007 la Justicia civil condenó a la Sociedad Argentina de Autores y Compositores (SADAIC) a pagar a los creadores de la canción Vamos, vamos, Argentina los derechos de autor no saldados o mal liquidados, en el marco de una causa por daños y perjuicios iniciada 20 años antes. La medida judicial benefició a Enrique Núñez y Roque Mellace, que a fines de 1977 habían registrado el tema musical.
Mellace denunció que durante el mes de junio de 1978 comenzó a escuchar por los medios de difusión la propalación masiva de la obra Vamos, vamos, Argentina, sin que hubiera mediado acuerdo para ello con los autores.
La Justicia reconoció el derecho al cobro de regalías y resolvió "fijar por las deudas actualizadas correspondientes a períodos anteriores al primero de abril de 1991 la tasa del seis por ciento anual por todo concepto".

### La otra historia
Fernando Sustaita, recordado por ser el Dick del popular dúo “Bárbara y Dick” compuso en 1974 el jingle “Contagiate mi alegría” cuyas notas son las que utilizarían todas las hinchadas del país meses después. Para el Mundial 1978, un inhallable arreglador de temas en las tribunas populares lo transformaría en “Vamos, vamos, Argentina”.
Mellace y Nuñez, en 1977, habían registrado una canción bajo el título “Vamos, vamos, Argentina”, con una música que no es la de las tribunas pero con una letra que tiene ciertas similitudes.
Sustaita, al comprobar el éxito nacional de su hit en el Mundial, registró nuevamente su canción, pero con otra letra, luego del Mundial 78, y le puso “Vamos, vamos, Argentina”.
Como en la Argentina pueden registrarse temas con idénticos títulos, SADAIC cometió un error que fue liquidar los ingresos por derecho de autor a Mellace y Nuñez y no a Sustaita y Cía.